# Harbor Freight Tools

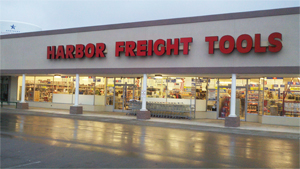
Filiale in Louisville

Harbor Freight Tools ist ein in Privatbesitz befindlicher Einzelhändler für Discount-Werkzeuge und Ausrüstungsgegenstände mit Hauptsitz in Calabasas, Kalifornien, der eine Kette von Einzelhandelsgeschäften sowie ein Versand- und E-Commerce-Geschäft betreibt. Das Unternehmen beschäftigt über 26.000 Mitarbeiter (Stand 2023) in den Vereinigten Staaten und verfügt über 1.400 Standorte in 48 Bundesstaaten. 

## Geschichte
1977 gründeten Eric Smidt und sein Vater, Allan Smidt, das Unternehmen "Harbor Freight and Salvage" in einem kleinen Gebäude in North Hollywood, Kalifornien. Das Unternehmen begann als Versandhandel für Werkzeuge, der mit liquidierten und zurückgesandten Waren handelte. Als das Unternehmen wuchs, wurde der Name in Harbor Freight Tools geändert. 1985 wurde Eric Smidt im Alter von 25 Jahren zum Präsidenten des Unternehmens ernannt; unter diesem Titel war er bis 1999 tätig, als er Generaldirektor wurde. Von Mitte der 1980er Jahre bis 2010 hatte Harbor Freight seinen Hauptsitz im nahe gelegenen Camarillo, Kalifornien. Am 14. August 2019 eröffnete es sein 1000. Geschäft in Louisville, Kentucky. Im Jahre 2023 wurde die 1400. Filiale in Latrobe, Pennsylvania, eröffnet.
Inzwischen besitzt das Unternehmen nach eigener Aussage mehr als 1400 Ladengeschäfte.
Eric Smidt wurde 2023 von Forbes auf ein Vermögen von 10.3 Milliarden USD geschätzt und war somit auf Platz 208 der reichsten Menschen der Welt.